# Los Gatos Creek
 (octobre 2024).
Si vous disposez d'ouvrages ou d'articles de référence ou si vous connaissez des sites web de qualité traitant du thème abordé ici, merci de compléter l'article en donnant les références utiles à sa vérifiabilité et en les liant à la section « Notes et références ».

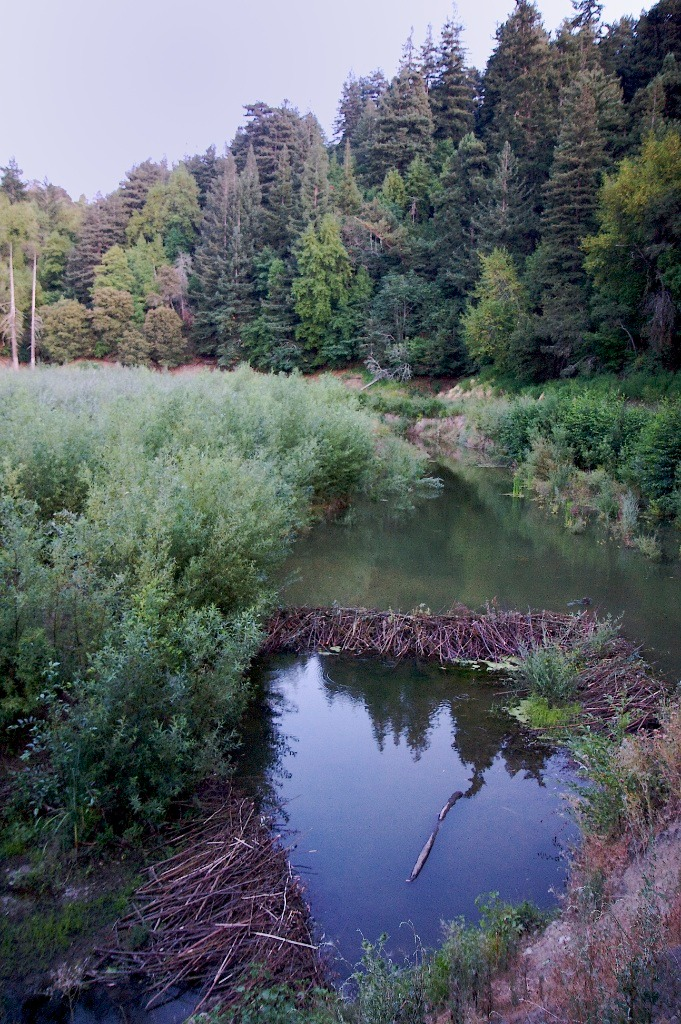
Barrage de castors, Los Gatos Creek

La Los Gatos Creek est une rivière qui s'écoule sur 38 km à travers le Water District de la vallée de Santa Clara en Californie, depuis les montagnes de Santa Cruz jusqu'au fleuve Guadalupe (en), dans le centre-ville de San José (Californie). Le Guadalupe se jette dans le Pacifique dans la baie de San Francisco.